# Bakultala
Bakultala es una ciudad censal  situada en el distrito de Andamán Medio y Norte,  en el estado de Islas Andamán y Nicobar (India). Su población es de 2741 habitantes (2011). 

## Demografía
Según el censo de 2011 la población de Bakultala era de 2741 habitantes, de los cuales 1404 eran hombres y 1337 eran mujeres. Bakultala tiene una tasa media de alfabetización del 82,74%, inferior a la media estatal del 86,63%: la alfabetización masculina es del 87,87%, y la alfabetización femenina del 77,28%.